# Sillhövda socken
Sillhövda socken i Blekinge ingick i Medelstads härad, ingår sedan 1974 i Karlskrona kommun och motsvarar från 2016 Sillhövda distrikt i Blekinge län.
Socknens areal är 100,8 kvadratkilometer, varav land 91,4. År 2000 fanns här 1 075 invånare. Tätorten Holmsjö med Sillhövda kyrka ligger i denna socken.

## Administrativ historik
Socknen bildades 1 maj 1846 genom en utbrytning ur Fridlevstads socken. Vid kommunreformen 1862 övergick socknens ansvar för de kyrkliga frågorna till Sillhövda församling och för de borgerliga frågorna till Sillhövda landskommun. Landskommunen inkorporerades 1952 i Fridlevstads landskommun som 1974 uppgick i Karlskrona kommun. Församlingen återgick 2010 i Fridlevstads församling.
1 januari 2016 inrättades distriktet Sillhövda, med samma omfattning som församlingen hade 1999/2000.  
Socknen har tillhört fögderier, tingslag och domsagor enligt vad som beskrivs i artikeln Medelstads härad. Socken indelades fram till 1901 i 23 båtsmanshåll, vars båtsmän tillhörde Blekinges 3:e (1:a före 1845) båtsmanskompani.

## Geografi
Sillhövda socken ligger vid smålandgränsen. Socknen är en kuperad, mager skogsbygd med mossar och småsjöar. Bland sjöar kan nämnas Sillhövden nära kyrkbyn, Nätterhövden och Bockabosjön i norr, Stora Alljungen och Nävrasjön i söder.

## Hemman
| Nr  | Namn                       |
| --- | -------------------------- |
| 1-2 | Fur                        |
| 3   | Baggetånga (idag Åbyholm)  |
| 4   | Saleboda                   |
| 5   | Vastansmåla                |
| 6   | Älmtamåla                  |
| 7   | Sjunnamåla                 |
| 8   | Buskahult                  |
| 9   | Spetsamåla                 |
| 10  | Juvansmåla                 |
| 11  | Holmsjö                    |
| 12  | Bakareboda                 |
| 13  | Pukaberg                   |
| 14  | Stickeboda                 |
| 15  | Husgöl                     |
| 16  | Höjemåla                   |
| 17  | Dunkamåla                  |
| 20  | Säldemåla (idag Sillemåla) |
| 23  | Staffansbygd               |
| 24  | Nävrasjö                   |
| 25  | Sillhövda                  |
| 26  | Beseboda                   |

## Fornminnen
Inga förhistoriska fornlämningar är kända. Vid sjön Älten finns en borgruin.

## Namnet
Namnet är bildat av byn Sillhövda och sjönamnet Sillhövden.

## Befolkningsutveckling
| Befolkningsutvecklingen i Sillhövda socken 1860–1990         | Befolkningsutvecklingen i Sillhövda socken 1860–1990 | Befolkningsutvecklingen i Sillhövda socken 1860–1990 | Befolkningsutvecklingen i Sillhövda socken 1860–1990 | Befolkningsutvecklingen i Sillhövda socken 1860–1990 |
| ------------------------------------------------------------ | ---------------------------------------------------- | ---------------------------------------------------- | ---------------------------------------------------- | ---------------------------------------------------- |
|                                                              |                                                      |                                                      |                                                      |                                                      |
| År                                                           |                                                      |                                                      | Folkmängd                                            |                                                      |
| 1860                                                         | 1860                                                 |                                                      | 2 457                                                |                                                      |
| 1870                                                         | 1870                                                 |                                                      | 2 916                                                |                                                      |
| 1880                                                         | 1880                                                 |                                                      | 3 061                                                |                                                      |
| 1890                                                         | 1890                                                 |                                                      | 3 018                                                |                                                      |
| 1900                                                         | 1900                                                 |                                                      | 2 803                                                |                                                      |
| 1910                                                         | 1910                                                 |                                                      | 2 483                                                |                                                      |
| 1920                                                         | 1920                                                 |                                                      | 2 310                                                |                                                      |
| 1930                                                         | 1930                                                 |                                                      | 2 156                                                |                                                      |
| 1940                                                         | 1940                                                 |                                                      | 2 031                                                |                                                      |
| 1950                                                         | 1950                                                 |                                                      | 1 951                                                |                                                      |
| 1960                                                         | 1960                                                 |                                                      | 1 639                                                |                                                      |
| 1970                                                         | 1970                                                 |                                                      | 1 344                                                |                                                      |
| 1980                                                         | 1980                                                 |                                                      | 1 311                                                |                                                      |
| 1990                                                         | 1990                                                 |                                                      | 1 227                                                |                                                      |
| Anm: Källor: Demografiska databasen, CEDAR, Umeå universitet |                                                      |                                                      |                                                      |                                                      |

### Fotnoter
1. 1 2 3  Svensk Uppslagsbok andra upplagan 1947–1955: Sillhövda socken
2. 1 2  Harlén, Hans; Harlén Eivy (2003). Sverige från A till Ö: geografisk-historisk uppslagsbok. Stockholm: Kommentus. Libris 9337075. ISBN 91-7345-139-8
3. ↑  ”Församlingar”. Statistiska centralbyrån. https://www.scb.se/hitta-statistik/regional-statistik-och-kartor/regionala-indelningar/forsamlingar/. Läst 30 december 2022.
4. ↑  "Ostkanten" om Blekinge och Södra Möres båtsmän
5. 1 2  Sjögren, Otto (1932). Sverige geografisk beskrivning del 3 Blekinge, Kristianstads, Malmöhus och Hallands län samt staden Göteborg. Stockholm: Wahlström & Widstrand. Libris 9940
6. 1 2  Nationalencyklopedin
7. ↑  Fornlämningar, Statens historiska museum: Sillhövda socken
8. ↑  Fornminnesregistret, Riksantikvarieämbetet: Sillhövda socken Fornminnen i socknen erhålls på kartan genom att skriva in sockennamn (utan "socken") i "Ange geografiskt område"